# Acroclita mesoscia
Acroclita mesoscia is een vlinder uit de familie van de bladrollers (Tortricidae). De wetenschappelijke naam van de soort is voor het eerst geldig gepubliceerd in 1911 door Meyrick.